# خايمي كاستانيدا
خايمي كاستانيدا (بالإسبانية: Jaime Castañeda)‏ هو دراج كولومبي، ولد في 29 أكتوبر 1986 في Chigorodó ‏ في كولومبيا.

## وصلات خارجية
- خايمي كاستانيدا على موقع الاتحاد الدولي للدراجات (الإنجليزية)
- خايمي كاستانيدا على موقع أرشيف الدراجات (الإنجليزية)
- خايمي كاستانيدا على موقع إحصائيات الدراجات الإحترافية (الإنجليزية)
- خايمي كاستانيدا على موقع نسبة الدراجات (الإنجليزية)